# 九鬼駅
九鬼駅（くきえき）は、三重県尾鷲市九鬼町にある、東海旅客鉄道（JR東海）紀勢本線の駅である。

## 歴史
当駅は昭和32年1月に、国鉄紀勢東線（現・紀勢本線）尾鷲駅 - 当駅間延伸時に開設。当初は多気駅からの、同線の終着駅であった。開設翌年の昭和33年4月、当駅 - 三木里駅間延伸に伴い、途中駅となった。その後当駅は昭和34年、今の紀勢本線が全通し亀山駅 - 和歌山駅（現・紀和駅）との間が紀勢本線となったのを受け同線の駅となった。更に国鉄分割民営化に伴ってJR東海の駅となり、現在に至っている。

### 年表
- 1957年（昭和32年）1月12日：国鉄紀勢東線（現・紀勢本線）尾鷲駅 - 当駅間延伸時に終着駅として開設[1][2]。
- 1958年（昭和33年）4月23日：紀勢東線当駅 - 三木里駅間延伸、途中駅となる[1]。
- 1959年（昭和34年）7月15日：線路名称改定。紀勢東線が紀勢本線へ編入、同線の駅となる[1]。
- 1978年（昭和53年）4月1日：貨物取扱廃止[2]。
- 1983年（昭和58年）12月21日：無人駅化[3]。以降1992年頃まで管理駅からの派遣職員（又は簡易委託）による乗車券販売を行っていた。荷物扱い廃止[2]。
- 1987年（昭和62年）4月1日：国鉄分割民営化に伴い、JR東海の駅となる[1][2]。

## 駅構造
島式ホーム1面2線を有する列車交換可能な地上駅。構内は広い。ホームと駅舎間は遮断機付構内踏切で連絡している。
尾鷲駅管理の無人駅。開設当初からの駅舎が残り、周りの駅の駅舎と良く似た造りとなっている。
毎年8月17日の熊野大花火大会の当日には、有人駅時代に使用していた窓口を使用して、往復乗車券の臨時発売を行っている。

### のりば
| 番線 | 路線      | 方向 | 行先             |
| ---- | --------- | ---- | ---------------- |
| 1・2 | ■紀勢本線 | 下り | 新宮方面         |
| 1・2 | ■紀勢本線 | 上り | 尾鷲・名古屋方面 |

- 駅舎反対側2番線を本線とした1線スルー配線のため、行違い待ち等が無ければ上下列車共に2番線へ入る[注釈 2]。
- 当駅が終端駅であった期間は1年程の短期間であったが、1958年の紀勢東線三木里延伸後も、尾鷲以南で運行していた7往復の普通列車のうち3往復が折返す運行上の主要駅であった。
- 1959年の紀勢本線全通後も長年の間、下り最終列車は当駅止まりであった[4]。それ以外で当駅を発着する列車の設定はなかったが、尾鷲始発上り始発列車がこの当時存在したため、この列車と運用上対応していたと考えられる。1982年5月のダイヤ改正でこの当駅止まり下り最終列車と尾鷲始発上り始発列車がそれぞれ熊野市まで運行区間を延長したことで、当駅止まり列車は発展解消を遂げた。

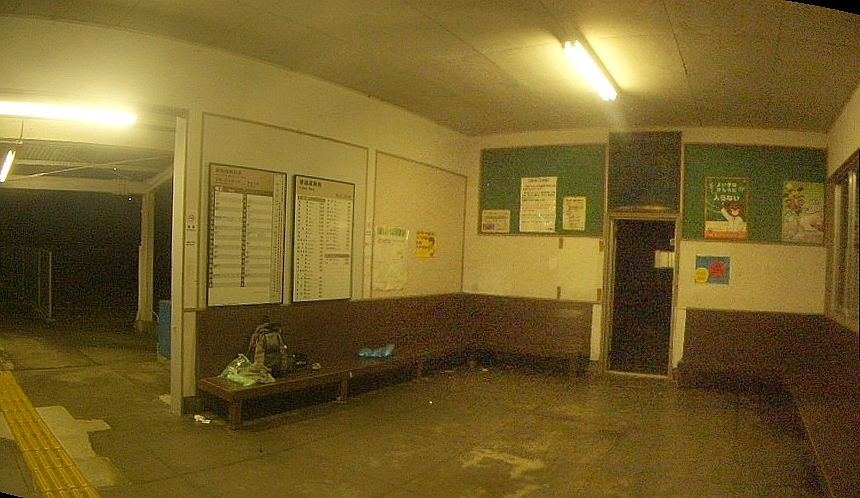
待合室（2006年6月）
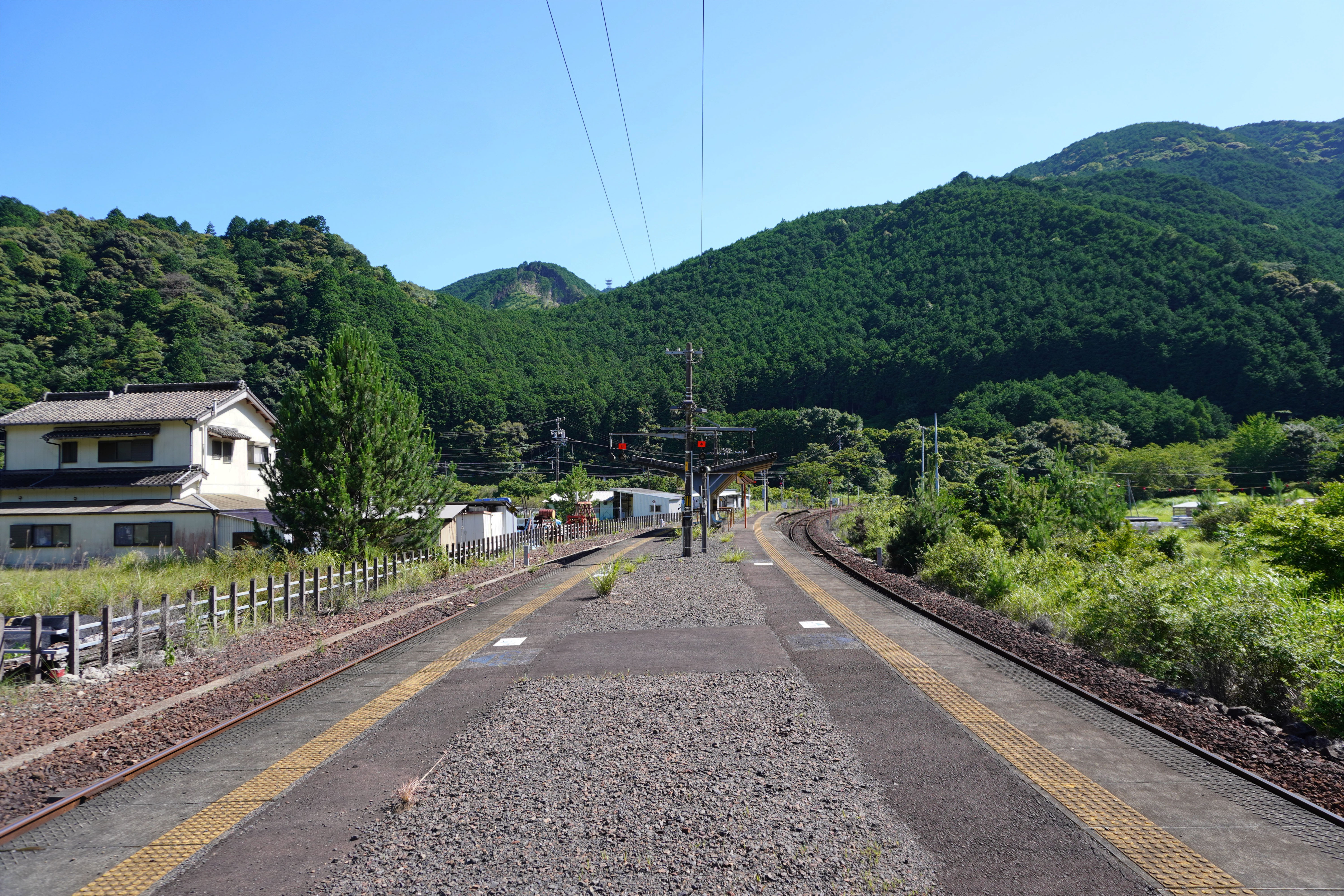
ホーム（2023年7月）
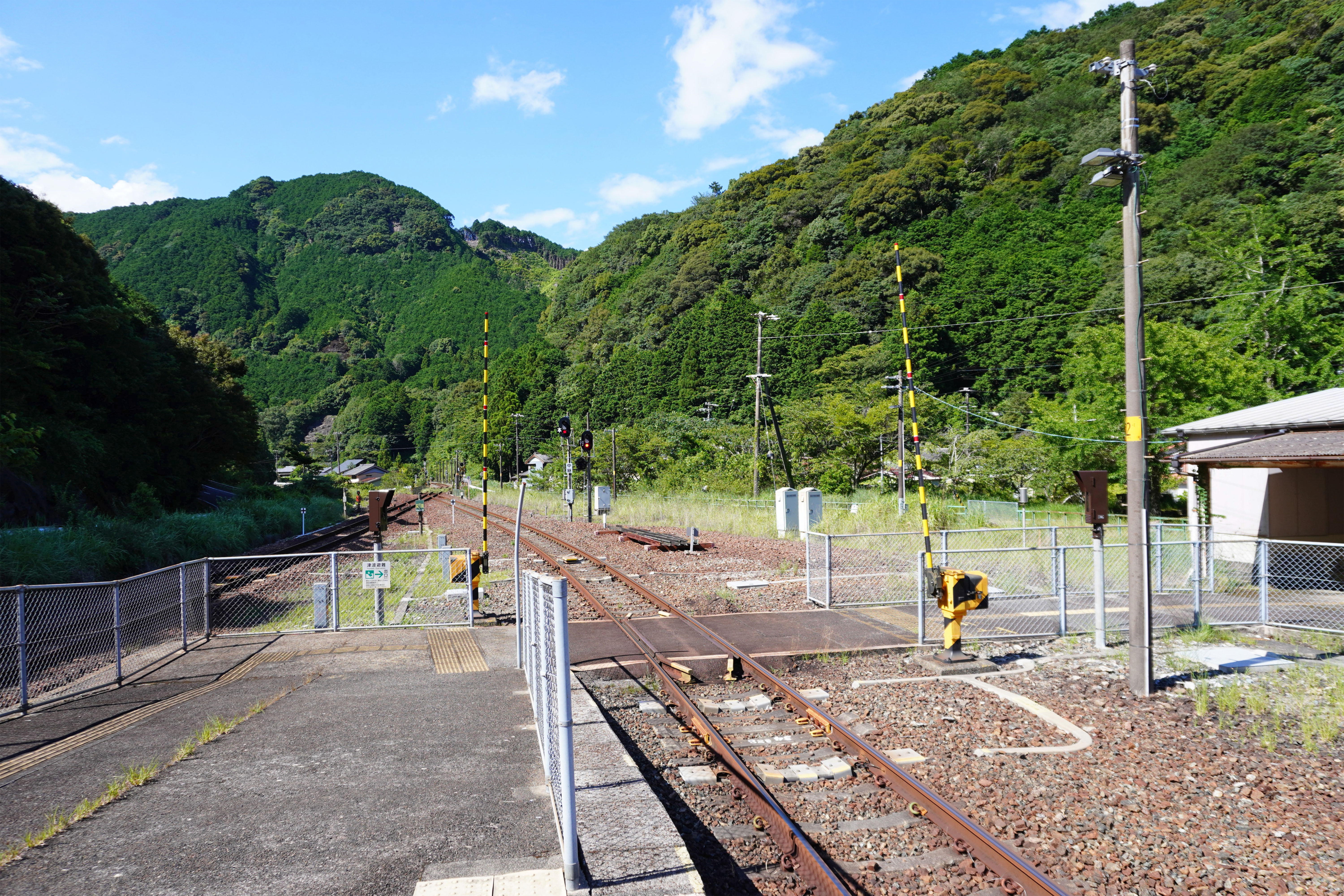
構内踏切（2023年7月）

## 利用状況
「三重県統計書」によると、近年の1日平均乗車人員の推移は以下の通り。
| 年度   | 1日平均 乗車人員 |
| ------ | ---------------- |
| 1998年 | 98               |
| 1999年 | 91               |
| 2000年 | 86               |
| 2001年 | 82               |
| 2002年 | 70               |
| 2003年 | 66               |
| 2004年 | 63               |
| 2005年 | 59               |
| 2006年 | 55               |
| 2007年 | 58               |
| 2008年 | 50               |
| 2009年 | 40               |
| 2010年 | 33               |
| 2011年 | 30               |
| 2012年 | 30               |
| 2013年 | 26               |
| 2014年 | 21               |
| 2015年 | 18               |
| 2016年 | 19               |
| 2017年 | 21               |
| 2018年 | 20               |
| 2019年 | 17               |

## 駅周辺

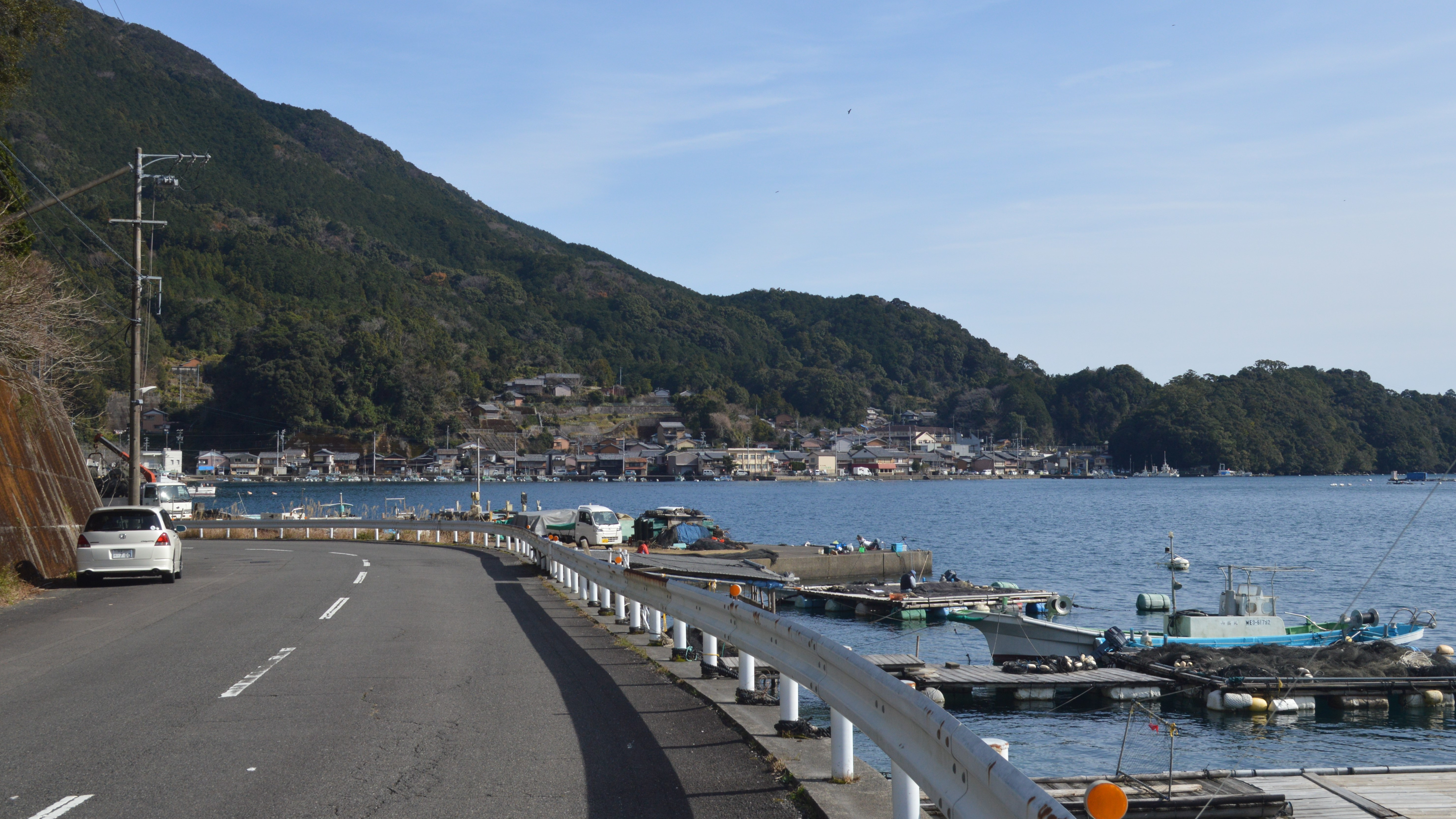
九鬼駅付近から見た九鬼集落

この辺りの紀勢本線は入江の奥と別の入江の奥をトンネルで繋ぐような形となっており、当駅も入江の奥に位置している。当駅大曽根浦方には九鬼トンネルが、三木里方には名柄トンネルがあり当駅はその2つの長いトンネルの合間にある。駅周辺には未利用地があり、市当局は活用を検討している。九鬼集落には市役所出先機関や小学校等があり、入江ではハマチ養殖等が行われている。
- 尾鷲市役所九鬼出張所
- 九鬼郵便局
- 紀北信用金庫九鬼出張所
- 九鬼ひまわり幼稚園
- 尾鷲警察署九鬼巡査駐在所
- 三思ヶ丘公園
- 九木神社：九木神社樹叢は国指定天然記念物。

## バス路線
- 尾鷲市ふれあいバス
  - 瀬木山
  - 九鬼町 折返し
  - 三木里駅

## その他
- 熊野大花火大会（例年8月17日）当日には管理駅派遣職員による乗車券立売（2002 - 03年度は窓口で出札）が実施される。

## 隣の駅
東海旅客鉄道（JR東海）
■紀勢本線
大曽根浦駅 - 九鬼駅 - 三木里駅